# Elezioni regionali in Umbria del 2005
Le elezioni regionali italiane del 2005 in Umbria si sono tenute il 3 e 4 aprile. Esse hanno visto la vittoria della presidente uscente Maria Rita Lorenzetti, sostenuta da L'Unione, che ha sconfitto Pietro Laffranco, sostenuto dalla Casa delle Libertà.

## Risultati
| Candidati                                                       | Candidati                                                       | Voti                                                            | %     | Liste               | Voti    | %     | Seggi |
| --------------------------------------------------------------- | --------------------------------------------------------------- | --------------------------------------------------------------- | ----- | ------------------- | ------- | ----- | ----- |
|                                                                 | Maria Rita Lorenzetti (Lorenzetti per l'Umbria) ✔️ Presidente   | 316 770                                                         | 63,00 | Uniti nell'Ulivo    | 207 417 | 45,19 | 12    |
| Partito della Rifondazione Comunista                            | Maria Rita Lorenzetti (Lorenzetti per l'Umbria) ✔️ Presidente   | 316 770                                                         | 63,00 | 42 473              | 9,25    | 2     |       |
| Partito dei Comunisti Italiani                                  | Maria Rita Lorenzetti (Lorenzetti per l'Umbria) ✔️ Presidente   | 316 770                                                         | 63,00 | 24 086              | 5,25    | 1     |       |
| Federazione dei Verdi                                           | Maria Rita Lorenzetti (Lorenzetti per l'Umbria) ✔️ Presidente   | 316 770                                                         | 63,00 | 10 664              | 2,32    | 1     |       |
| Popolari UDEUR                                                  | Maria Rita Lorenzetti (Lorenzetti per l'Umbria) ✔️ Presidente   | 316 770                                                         | 63,00 | 5 592               | 1,22    | –     |       |
| Seggi assegnati alla lista regionale                            | Seggi assegnati alla lista regionale                            | Seggi assegnati alla lista regionale                            | 63,00 | 3                   |         |       |       |
|                                                                 | Pietro Laffranco (Per l'Umbria)                                 | 169 176                                                         | 33,65 | Forza Italia        | 72 480  | 15,79 | 5     |
| Alleanza Nazionale                                              | Pietro Laffranco (Per l'Umbria)                                 | 169 176                                                         | 33,65 | 62 903              | 13,70   | 4     |       |
| Unione dei Democratici Cristiani e di Centro                    | Pietro Laffranco (Per l'Umbria)                                 | 169 176                                                         | 33,65 | 22 645              | 4,93    | 1     |       |
| Seggio assegnato al candidato presidente classificatosi secondo | Seggio assegnato al candidato presidente classificatosi secondo | Seggio assegnato al candidato presidente classificatosi secondo | 33,65 | 1                   |         |       |       |
|                                                                 | Marcello Ramadori                                               | 9 530                                                           | 1,90  | Nuovo PSI           | 6 735   | 1,47  | –     |
|                                                                 | Luca Romagnoli                                                  | 7 348                                                           | 1,46  | Alternativa Sociale | 3 998   | 0,87  | –     |
| Totale                                                          | Totale                                                          | 502 824                                                         | 100   |                     | 458 993 | 100   | 30    |

## Consiglieri eletti
| Collegio  | Lista                                        | Consigliere               | Preferenze |
| --------- | -------------------------------------------- | ------------------------- | ---------- |
| Regionale | Lorenzetti per l'Umbria                      | Maria Rita Lorenzetti     | –          |
| Regionale | Lorenzetti per l'Umbria                      | Gianpiero Bocci           | –          |
| Regionale | Lorenzetti per l'Umbria                      | Stefano Vinti             | –          |
| Regionale | Per l'Umbria                                 | Pietro Laffranco          | –          |
| Perugia   | Uniti nell'Ulivo                             | Vincenzo Riommi           | 10.792     |
| Perugia   | Uniti nell'Ulivo                             | Ada Girolamini            | 10.749     |
| Perugia   | Uniti nell'Ulivo                             | Maurizio Rosi             | 9.200      |
| Perugia   | Uniti nell'Ulivo                             | Luigi Masci               | 7.974      |
| Perugia   | Uniti nell'Ulivo                             | Fabrizio Bracco           | 7.822      |
| Perugia   | Uniti nell'Ulivo                             | Franco Tomassoni          | 7.814      |
| Perugia   | Uniti nell'Ulivo                             | Giancarlo Cintioli        | 6.938      |
| Perugia   | Uniti nell'Ulivo                             | Lamberto Bottini          | 6.858      |
| Perugia   | Uniti nell'Ulivo                             | Enzo Ronca                | 5.367      |
| Perugia   | Forza Italia                                 | Luciano Rossi             | 7.051      |
| Perugia   | Forza Italia                                 | Fiammetta Modena          | 5.289      |
| Perugia   | Forza Italia                                 | Ada Urbani                | 3.172      |
| Perugia   | Alleanza Nazionale                           | Francesco Zaffini         | 6.145      |
| Perugia   | Alleanza Nazionale                           | Andrea Lignani Marchesani | 5.445      |
| Perugia   | Alleanza Nazionale                           | Aldo Tracchegiani         | 2.713      |
| Perugia   | Partito della Rifondazione Comunista         | Pavilio Lupini            | 3.599      |
| Perugia   | Partito della Rifondazione Comunista         | Mauro Tippolotti          | 3.327      |
| Perugia   | Partito dei Comunisti Italiani               | Roberto Carpinelli        | 1.462      |
| Perugia   | Unione dei Democratici Cristiani e di Centro | Enrico Sebastiani         | 4.497      |
| Perugia   | Federazione dei Verdi                        | Oliver Dottorini          | 1.621      |
| Terni     | Uniti nell'Ulivo                             | Eros Brega                | 9.056      |
| Terni     | Uniti nell'Ulivo                             | Gianluca Rossi            | 7.689      |
| Terni     | Uniti nell'Ulivo                             | Mara Gilioni              | 5.723      |
| Terni     | Forza Italia                                 | Enrico Melasecche         | 5.302      |
| Terni     | Forza Italia                                 | Raffaele Nevi             | 2.892      |
| Terni     | Alleanza Nazionale                           | Alfredo De Sio            | 4.157      |